# جون ستيفنز (سياسي)
جون ستيفنز (بالإنجليزية: John Stevens)‏ هو سياسي أمريكي، ولد في 21 أكتوبر 1716 في نيويورك في الولايات المتحدة، وتوفي في 10 مايو 1792 في هوبوكين في الولايات المتحدة. انتخب Surveyor General of New Jersey ‏.